# 俄罗斯联邦劳动与社会保障部
俄罗斯联邦劳动和社会保障部（俄语：Министерство труда и социальной защиты Российской Федерации）是俄罗斯政府的一个中央行政机关，负责社会保障和劳动权益。
劳动和社会保障部于2012年在总理德米特里·梅德韦杰夫的领导下成立，当时前卫生和社会发展部一分为二，卫生职能部门独立组成俄罗斯联邦卫生部，而劳动与社会保障职能部门组成俄罗斯联邦劳动与社会保障部。它的总部设在莫斯科特維爾區的北方保险公司大楼内。
安东·科佳科夫自2020年1月21日起担任劳动和社会保障部部长。